# Tal der Ammeln

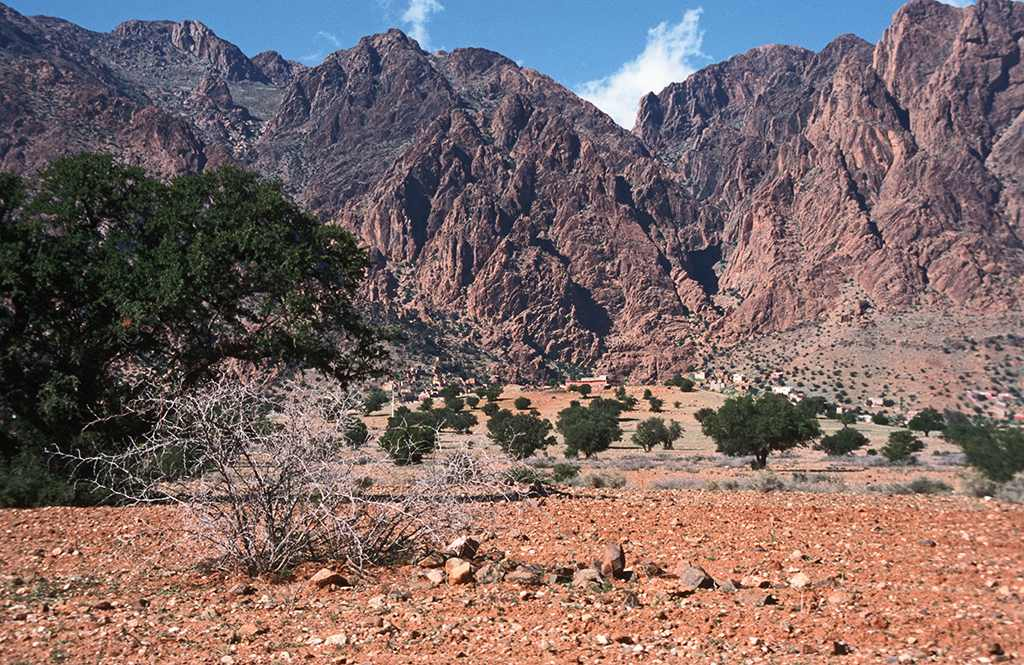
Bergwelt im Tal der Ammeln mit dem Jbel Lekst im Hintergrund (links)

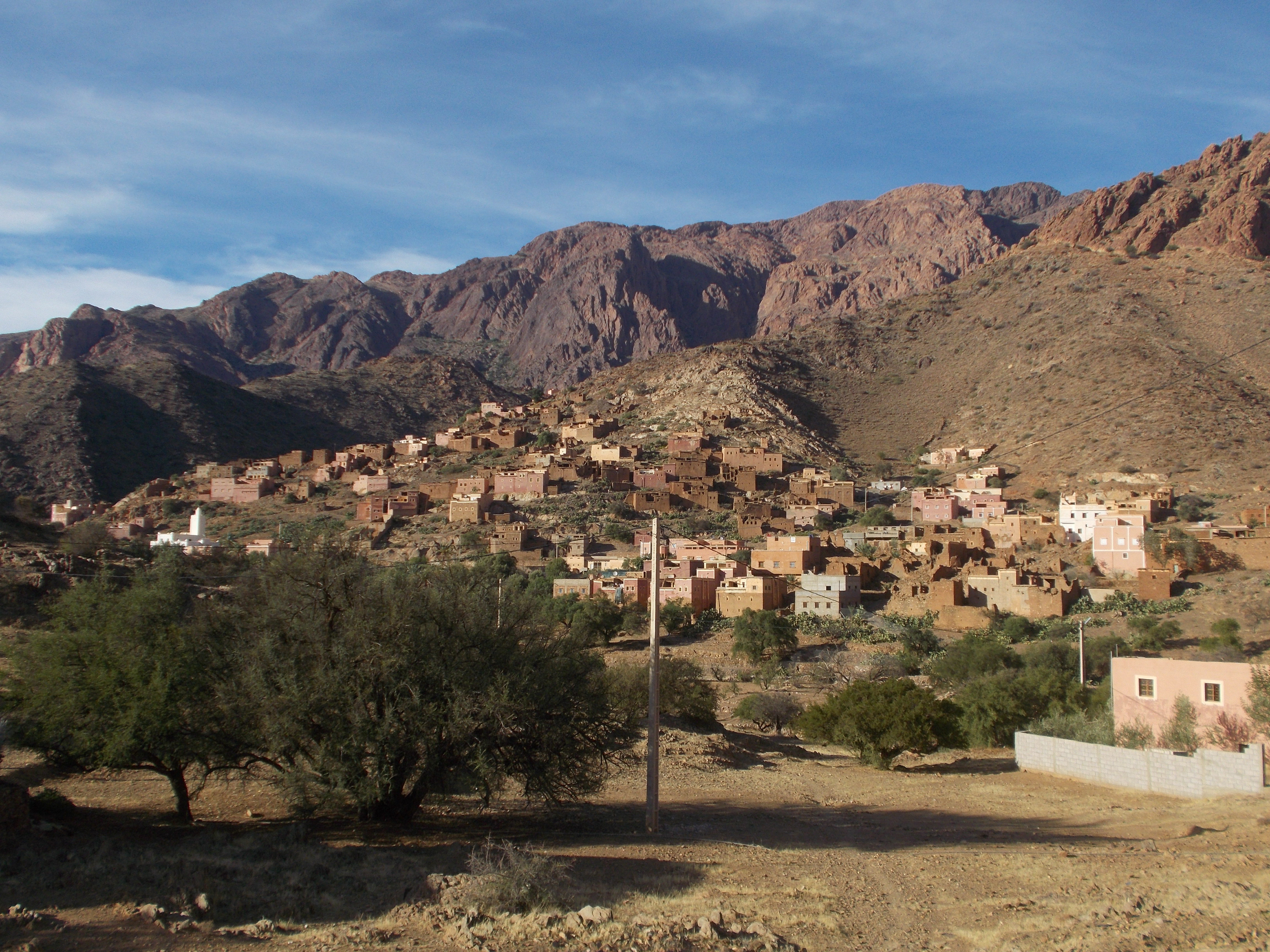
Dorf Imi n’Tizeght im Tal der Ammeln

Das Tal der Ammeln (französisch Vallée d’Ammeln oder Vallée des Ammeln) ist ein etwa 15 Kilometer langes Tal mit ehemals 26 Dörfern im westlichen Anti-Atlas in Marokko. Das Tal hat seinen Namen von den Ammeln, einem zu den Schlöh gehörigen Berberstamm.

## Geographie
Das nahegelegene Zentrum der Region ist Tafraoute. Im Norden wird das etwa 1000 m hochgelegene Tal von einer 1500–1700 m hohen Felswand begrenzt; dahinter ragen die Berge bis zu Höhen von 2360 m auf (siehe Jbel Lekst). Aufgrund einer Vielzahl von kleinen Bächen, die jedoch nur in den Wintermonaten und im Frühjahr Wasser führen und allesamt in den Oued Massa oder in einen seiner Nebenflüsse münden, war das Tal vergleichsweise recht fruchtbar. 

## Bevölkerung
Die Bewohner der Dörfer sind nahe zu ausnahmslos berberischer Abstammung; gesprochen wird üblicherweise Taschelhit und marokkanisches Arabisch.

## Wirtschaft
Bis in die Mitte des 20. Jahrhunderts (teilweise sogar bis heute) lebten die Bewohner des abgelegenen und lange Zeit nur schwer erreichbaren Tals als Selbstversorger von den Erträgen ihrer kleinen Felder, auf denen sie Gerste, Kartoffeln und Gemüse anbauten, und von Baumfrüchten wie Oliven, Mandeln, Granatäpfeln und Arganien, aus deren Samen Öl hergestellt wurde. Außerdem betrieb man in kleinem Umfang Viehzucht (Schafe, Ziegen, Hühner). Nach ausbleibenden Regenfällen in den 1970er und 1980er Jahren sind viele Männer auf der Suche nach Arbeit in die Städte im Norden Marokkos oder sogar nach Europa abgewandert und unterstützen ihre Familien mit Geldtransferleistungen.

## Geschichte
Wie in den Berberregionen des Maghreb üblich, sind keine schriftlichen Aufzeichnungen zur Geschichte gemacht worden. Wichtiges wurde mündlich überliefert; ansonsten verlief das Leben der Menschen in einem stets gleichbleibenden Rhythmus.

## Sehenswürdigkeiten
Die meisten aus Steinen, Lehm, Palmbalken und Schilf errichteten und mit Stein- oder Schieferornamenten geschmückten Häuser sind verschwunden und durch Neubauten aus Hohlblocksteinen und Beton ersetzt worden. In Oumesnat ist eins der älteren Häuser zu einem sehenswerten kleinen Museum (maison traditionelle) hergerichtet worden. Wie ehemals – nicht nur in Marokko – weitverbreitet, befindet sich ein kleiner Backofen aus Lehm im Hofbereich.